# Böses Erwachen (2009)
Böses Erwachen ist eine deutsch-österreichische Kriminalkomödie aus dem Jahr 2010, die von Urs Egger für das Fernsehen (ORF und ZDF) inszeniert wurde. Detlef Michel schrieb das Drehbuch; Uwe Ochsenknecht, Lisa Martinek und Nina Proll spielten die Hauptrollen. Erstausstrahlung war am 30. November 2009 im finnischen Fernsehen. Erst am 7. und 19. April 2010 wurde er dem österreichischen bzw. deutschen Publikum gezeigt.

## Handlung
Die betuchte Birgit Amberg finanziert ihrem Gatten Frederik einen Autosalon. Ilona Weber ist seine Geliebte und hat ihren arbeitslosen Ehemann Jürgen über die Jahre dulden und hassen gelernt. Als Birgit Frederiks Verhältnis entdeckt, dreht sie durch und stößt ihren Mann aus dem Fenster. Zur selben Zeit verwickelt Ilona Weber ihren Ehemann in einen tödlichen Unfall und begeht Fahrerflucht. Während die Polizei in beiden Fällen ermittelt, lernen sich die beiden Frauen auf ungewöhnliche Weise kennen und verabreden miteinander, sich gegenseitig ein Alibi zu geben. Birgit gesteht, den Unfall mit Jürgen Weber verursacht zu haben, in der Hoffnung, nicht für den Fenstersturz ihres Mannes, der sich im Krankenhaus von seinen Verletzungen langsam erholt, verantwortlich gemacht zu werden. Als Freddys Zustand eine Vernehmung erlaubt, wird er als Zeuge zum Unfallhergang befragt. Er kann sich zwar an den Tathergang erinnern, nimmt aber seine Frau Birgit in Schutz und gibt an, aufgrund seines Alkoholkonsums das Gleichgewicht verloren zu haben.
Birgit wird wegen Fahrerflucht im Fall Jürgen Weber zu sieben Monaten Haft auf Bewährung verurteilt und hofft auf einen Neuanfang mit einem geläuterten Freddy. Aber Freddy kehrt in sein altes Verhaltensmuster zurück. Er bittet Birgit um Kontovollmachten und geht fremd. Birgit überrascht ihren Mann bei einem Schäferstündchen mit seiner Physiotherapeutin und stößt ihn voller Wut erneut aus dem Fenster. Die Ärzte schließen nun eine vollständige Genesung aus; Freddy wird auf den Rollstuhl angewiesen bleiben. Birgit rächt sich an ihrem untreuen Ehemann, indem sie eine Affäre mit dem attraktiven Kriminalpolizisten Daniel Czerny beginnt, der ihren Fall seinerzeit bearbeitete und seit jeher Sympathie für sie empfand.

## Hintergrund
Der Film wurde in Wien gedreht. Neben dem finnischen Fernsehen zeigte auch Frankreich Interesse an einer Ausstrahlung. Diese erfolgte am 4. Mai 2010. Seit dem 8. März 2013 ist der Film auf DVD erhältlich.

## Kritik
„Ein Unfall für zwei – zugegebenermaßen arg konstruiert. Aber der ZDF-Fernsehfilm „Böses Erwachen“ ist dennoch unterhaltsam wie nur wenige deutsche Komödien. Das liegt vermutlich daran, dass er eigentlich eine österreichische ist. […] Regisseur Urs Egger und sein Drehbuchautor schrecken vor keinem Stereotyp zurück, nimmt auch die platten Pointen gerne mit. Und verlässt sich dabei aber ganz auf sein Ensemble, das die eigentlich hirntot hingedrehte Geschichte zum Leben erweckt. […] Die Szenen, in denen er nicht paralysiert in der Intensivstation liegt, gibt Ochsenknecht den Frederik ziemlich witzig. […] Im Kern lebt der TV-Movie von den beiden Totschlägerinnen Birgit und Ilona, die Lisa Martinek und Nina Proll sehr unterhaltsam darstellen. Ein direktes Duell zwischen Hoch- und Tiefkultur.“